# Tramp!Tramp!Tramp!
「Tramp! Tramp! Tramp! (The Prisoner's Hope)」(トランプ！トランプ！トランプ！)は、1864年に公表されたジョージ・フレデリック・ルートの作品および行進曲である。
アメリカの南北戦争の中で人気のある曲の一つである。

## 歌詞
ソロ:
In the prison cell I sit, Thinking Mother dear, of you,
And our bright and happy home so far away,
And the tears they fill my eyes
Spite of all that I can do,
Tho' I try to cheer my comrades and be gay.
コーラス:
Tramp, tramp, tramp, the boys are marching,
Cheer up comrades they will come,
And beneath the starry flag
We shall breathe the air again,
Of the freeland in our own beloved home.

## 派生作品
以下の楽曲は、『Tramp!Tramp!Tramp!』を原曲としている。

### 日本
- 永遠の幸 (とこしへのさち) 
  - 北海道大学の校歌。1900年頃納所弁次郎によって選曲され、当時札幌農学校学生であった有島武郎が作詞し、大和田建樹による校閲を経て、1901年の創立25周年記念式典において校歌として制定された[1]。
- 若草萌えて
  - 同志社大学の第五応援歌。清水英明作詞[2]。
- 船乗りの夢
  - 童謡。
- パトローリング
  - スカウトソング。
- 新聖歌186番「来れよ来れ」

### 海外
- "Jesus Loves the Little Children" (イエスは子供を愛している) : キリスト教の子供の歌
- "God Save Ireland" (神よアイルランドを守り給え) : アイルランドの愛国歌
- "Cruzados Caballeros" : 1943年よりチリカトリック大学のフットボールクラブ "Deportivo" 公式ソング[3]
- In Our Lovely Deseret (神の聖徒の) : キリスト教の讃美歌